# Balmorhea
Balmorhea (произносится как «Балморэй») — секстет из Техаса, города Остин, образованный в 2006 году Робом Лоу и Майклом Мюллером, и сочетающий в своём творчестве современный экспериментальный акустический звук с элементами классической музыки. Среди групп и исполнителей, повлиявших на стиль коллектива, его участники назвали ряд в диапазоне от авангардной и классической, таких как Людвига Ван Бетховена, Арво Пярта, Лудовико Эйнауди, Джимми Пейджа, Клода Дебюсси, Макса Рихтера, Джона Мильтона Кейджа, до экспериментального пост-рока The Six Parts Seven, Rachel's, Гиллиан Уэлч.
В 2007 году группа записала свой первый студийный альбом Balmorhea, и начала гастроли в США и Европе. Уже через год, в феврале, выходит второй альбом Rivers Arms. Осенью этого же года группа записывает мини-альбом «Tour EP», а в марте 2009 года выходит в свет третий полноформатный альбом All Is Wild, All Is Silent под лейблом студии Western Vinyl Records. Альбом отличается от предыдущих более плотной, объемной и энергичной музыкой и получает неплохие оценки и отзывы. Следующий, четвёртый, альбом Constellations выходит в феврале 2010 года после чего группа отправляется в третий раз гастролировать в США и в четвёртый раз в тур по Европе.

## Дискография
| Год  | Название                   | Примечания       |
| ---- | -------------------------- | ---------------- |
| 2007 | Balmorhea                  | Студийный альбом |
| 2008 | Rivers Arms                | Студийный альбом |
| 2008 | Tour EP                    | Мини-альбом      |
| 2009 | All Is Wild, All Is Silent | Студийный альбом |
| 2010 | Constellations             | Студийный альбом |
| 2012 | Stranger                   | Студийный альбом |
| 2017 | Clear Language             | Студийный альбом |